# Type 73
Type 73  (kor. 조선인민군 73식 기관총ž) je sjevernokorejska laka strojnica kalibra 7,62×54mmR koju je razvio Prvi strojarsko-industrijski ured za potrebe domaće vojske. Budući da je Sjeverna Koreja veoma zatvorena država, postoji malo dostupnih informacija o ovoj strojnici.

## Opis
Dizajn Type 73 se temelji na sovjetskom PK modelu s određenim autohtonim značajkama kao što je dvostruki način punjenja. On se vrši preko lanca sa streljivom ili okvira a preuzet je s čehoslovačkog Vz. 52. Ako se koristi okvir, on se postavlja na vrh strojnice. Neobična značajka ovog oružja je mogućnost postavljanja posebno dizajnirane cijevi koja omogućava ispaljivanje tromblona.
Sama cijev je lako odvojiva te je hlađena zrakom. Kundak i pištoljski rukohvat su izrađeni od drva dok kod pucanja postoji jedino automatski mod paljbe.
Također, zanimljiva je činjenica da Type 73 kao laka strojnica koristi teže streljivo 7,62×54mmR (namijenjeno univerzalnim mitraljezima) dok standardna automatska puška Type 58 koristi 7,62×39 mm streljivo. To je kod većine vojski svijeta neuobičajeno jer uglavnom automatske puške i lake strojnice imaju isti kalibar kako bi vojnici mogli zajedno dijeliti municiju.

## Korisnici
- Sjeverna Koreja: sjevernokorejska narodna armija.[1]
- Irak: oružje je primjećeno u rukama šijitskih milicija npr. Badr brigade koja ratuje uz pomoć Irana koji ju naoružava.[2] Ostale brigade raspolažu s ogranićenom količinom Type 73, npr. Kata'ib al-Imam Ali i Kršćanski Babilon.[2]
- Iran: zemlja je svoju vojsku opremala ovom strojnicom nabavljajući je od Sjeverne Koreje od kraja 1970-ih do sredine 1980-ih tijekom Iransko-iračkog rata.[2] Danas je Type 73 u statusu rezerve ili se njome opskrbljuju šijitski saveznici na Bliskom istoku.[2]
- Jemen: oružano krilo hutista viđeno je sa strojnicom oko Taiza.[2]
- Sirija: sirijska vojska je koristila Type 73 na području Palmire.[2]

## Vanjske poveznice
- Type 73 machine gun
- Iranian delivered North Korean Type-73 machine guns joining the fight against the Islamic State in Iraq